# Pauzaniasz (imię)
Pauzaniasz, Pausanias (gr. Παυσανίας Pausanίas) – greckie imię męskie.
Osoby noszące to imię:
- Pauzaniasz – wódz spartański VI/V wieku p.n.e.
- Pauzaniasz – król Sparty z V wieku p.n.e.
- Pauzaniasz - król Macedonii z IV wieku p.n.e.
- Pauzaniasz – rzeźbiarz z IV wiek p.n.e.
- Pauzaniasz z Orestis – morderca Filipa II Macedońskiego
- Pauzaniasz – geograf z II wieku n.e.
- Pauzaniasz – ateńczyk z demu Kerameis opisany w kilku dziełach starożytnych

Odpowiedniki w innych językach:
- azerbejdżański: Pavsani
- angielski i niemiecki: Pausanias
- rosyjski: Павсаний trb. Pawsanij